# CA 72-4
CA 72-4, TAG 72, glikoproteina towarzysząca nowotworom 72 – antygen będący markerem nowotworowym, którego podwyższone stężenie jest stwierdzane w gruczolakorakach o różnej lokalizacji. Jego podwyższone stężenie obserwuje się w raku żołądka, jelita grubego, przełyku, jajnika i płuc. CA 72-4 jest praktycznie niestwierdzany w prawidłowych tkankach i komórkach. W związku z tym jest markerem stosunkowo swoistym dla nowotworów, jednak cechuje się stosunkowo niską czułością.

## Zastosowanie
Rak żołądka
Marker jest niezależnym niekorzystnym czynnikiem prognostycznym. Jego wyższe przedooperacyjne stężenie jest związane z większym ryzykiem zgonu. Podwyższone stężenie CA 72-4 jest związane z większym ryzykiem zajęcia węzłów chłonnych i otrzewnej. W raku żołądka marker wykazuje wysoką swoistość sięgającą 95%, ale niewielką czułość wynoszącą około 40%.
Rak jelita grubego
Podwyższone stężenie CA 72-4 jest obserwowane w około 25% przypadków raka jelita grubego. Mimo bardzo wysokiej swoistości sięgającej 100% przydatność markera ogranicza niewielka czułość wynosząca około 60%. Zaleca się stosowanie łącznego badania za pomocą jednoczesnego pomiaru CA 72-4 i CEA.
Wysokie stężenie CA 72-4 koreluje z wyższym zaawansowaniem nowotworu. Wysokie przedoperacyjne stężenie CA 72-4 jest związane wyższym ryzykiem nawrotu i gorszym rokowaniem.
Rak przełyku
Marker cechuje się bardzo wysoką swoistością sięgającą niemal 90%, ale niską czułością wynoszącą około 20%. Wysokie stężenie markera jest związane z gorszym rokowaniem oraz wyższym ryzykiem wystąpienia przerzutów odległych.
Rak jajnika
Stężenie markera jest podwyższone w około 70% przypadków raka jajnika. Marker cechuje się wysoką swoistością, ale niską czułością. Połączenie CA 72-4 z CA 125 podnosi czułość badania bez znacznej utraty swoistości. W połączeniu CA 125 z USG jamy brzusznej jest pomocne w różnicowaniu zmian złośliwych i niezłośliwych.
Rak płuca
Podwyższone stężenie CA 72-4 jest obserwowane w około 40% przypadków.